# Sándor Szilágyi

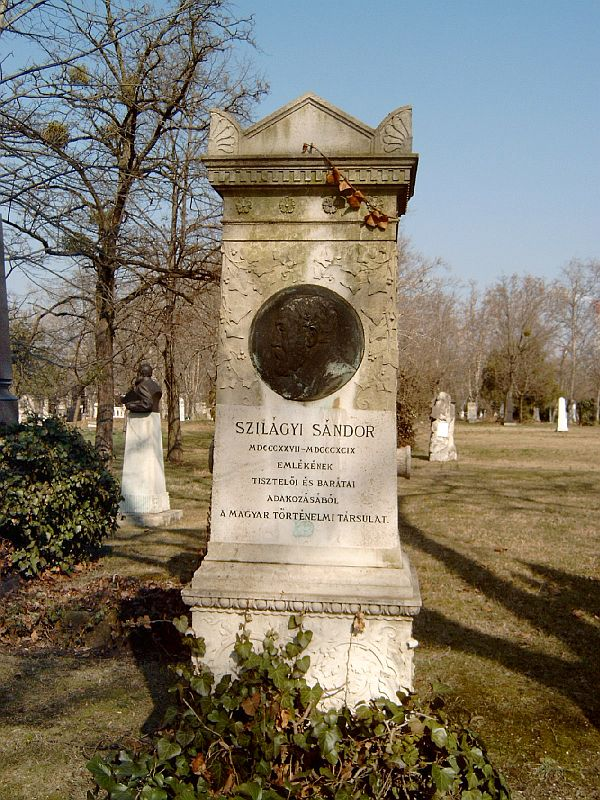
Sándor Szilágyis gravställe

Sándor Szilágyi, född 30 augusti 1827 i Kolozsvár, död 12 januari 1899 i Budapest, var en ungersk historiker.
Szilágyi blev 1878 överbibliotekarie vid universitetsbiblioteket i Budapest. Han skrev en mängd arbeten, särskilt rörande ungerska revolutionen 1848–1849 och Transsylvaniens historia, och utgav källpublikationer. Nämnas kan A magyar forradalom története 1848-49 (Den ungerska revolutionens historia, 1850), Erdélyország története (Transsylvaniens historia, två band, 1866), Gabriel Bethlen und die schwedische Diplomatie (1882; i "Ungarische Revue"), Actes et documents pour servir à l'histoire de l'alliance de George Rákóczy, prince de Transsylvanie, avec les Français et les Suédois dans la guerre de Trente ans (1873; i "Monumenta diplomatica", XXI), Erdély és az északkeleti háború (Transsylvanien och stora nordiska kriget; två band, 1890-91). Szilágyi redigerade "A magyar nemzet története" (Ungerska folkets historia; tio band, 1895-98) och från 1875 den historiska tidskriften "Századok" (Sekler).